# 11274 Castillo-Rogez
11274 Castillo-Rogez è un asteroide della fascia principale. Scoperto nel 1988, presenta un'orbita caratterizzata da un semiasse maggiore pari a 3,9831426 UA e da un'eccentricità di 0,2066234, inclinata di 2,30419° rispetto all'eclittica.